# 三色旗

オランダの国旗は最古の三色旗である

三色旗（さんしょくき）とは、三色で構成された旗のこと。トリコロール（伊: Tricolore、仏: Tricolore、英: Tricolor）とも呼ばれる。
トリコロールといった場合、最も著名なものはフランスの国旗であるが、最も古い三色旗は、16世紀から用いられているオランダの国旗であり、フランス国旗はこれを模したものである。歴史的経緯から、三色旗は民主国家の象徴ともされる。変形として、三色旗の中央に紋章を入れているものもある。

## 三色旗の例

### 横3分割
紋章学ではティアスト・パー・フェスと呼ぶ。
- アゼルバイジャンの国旗
- アルメニアの国旗
- イエメンの国旗
- イラクの国旗
- イランの国旗
- インドの国旗
- エジプトの国旗
- エストニアの国旗
- エチオピアの国旗
- オランダの国旗
- ガボンの国旗
- ガーナの国旗
- クロアチアの国旗
- シエラレオネの国旗
- シリアの国旗
- スロバキアの国旗
- スロベニアの国旗
- セルビアの国旗
- タジキスタンの国旗
- ドイツの国旗
- ニジェールの国旗
- パラグアイの国旗
- ハンガリーの国旗
- ブルガリアの国旗
- ベネズエラの国旗
- マラウィの国旗
- ミャンマーの国旗
- リトアニアの国旗
- ルクセンブルクの国旗
- レソトの国旗
- ロシアの国旗

### 縦3分割

フランスの国旗は最古の縦3分割の三色旗である

紋章学ではティアスト・パー・ペイルと呼ぶ。
- アイルランドの国旗
- アンドラの国旗
- イタリアの国旗
- カメルーンの国旗
- ギニアの国旗
- コートジボワールの国旗
- セネガルの国旗
- セントビンセント・グレナディーンの国旗
- チャドの国旗
- フランスの国旗
- ベルギーの国旗
- マリ共和国の国旗
- メキシコの国旗
- モルドバの国旗
- ルーマニアの国旗

### 図柄を入れて3色旗にしたもの
- アメリカ合衆国の国旗 - 青・白・赤
- イギリスの国旗 - 青・白・赤

### その他
- 慶應義塾の校旗 - 実際には青と赤の2色を3段に配したものであるが、三色旗と呼ばれている。
- 創価学会の三色旗

### 青・黄・赤

ルーマニアの国旗
モルドバの国旗
アンドラの国旗
チャドの国旗
コロンビアの国旗
エクアドルの国旗
ベネズエラの国旗
アルメニアの国旗
アルツァフの国旗
創価学会の三色旗（八葉蓮華なし）